# Cratomorphus ayalai
Cratomorphus ayalai is een keversoort uit de familie glimwormen (Lampyridae). De wetenschappelijke naam van de soort werd voor het eerst geldig gepubliceerd in 1996 door Zaragoza Cabellero.